# یهودای جلیلی
یهودای جلیلی، یهودا بن حزقیا (انگلیسی: Judas of Galilee; مرگ نیمه اول قرن اول میلادی انقلابی و یک رهبر یهودی بود که مقاومت را در برابر سرشماری کویرینیوس که برای مقاصد مالیاتی امپراتوری روم توسط کویرینیوس در استان یهودیه (استان روم) در حدود سال ۶ پس از میلاد وضع شده بود، رهبری کرد. او یهودیان را تشویق کرد که ثبت نام نکنند و شورشیان کسانی که ثبت نام کردند خانه‌هایشان را سوزاندند و دام‌هایشان را به سرقت بردند. به او آغازکنندهٔ «فلسفه چهارم» یا زیلوت‌ها که یوسف فلاوی آن را مقصر جنگ فاجعه‌بار اولین جنگ یهود-روم در سال‌های ۶۶–۷۰ می‌داند، نسبت داده می‌شود. این وقایع توسط یوسف فلاوی در جنگ یهود و در آثار باستانی یهودیان مورد بحث قرار گرفته و در اعمال رسولان ذکر شده‌است.
در کتاب آثار باستانی یهودیان، یوسف فلاوی بیان می‌کند که یهودای جلیلی به همراه سادوک فریسی، زیلوت‌ها، «فرقه چهارم» یهودیت را در قرن اول را تأسیس کردند (سه فرقه قبلی صدوقیان، فریسیان و اسنی‌ها) بودند. یوسف فلاوی این فرقه چهارم را مقصر اولین جنگ یهود-روم از ۶۶–۷۳ می‌دانست. زیلوت‌ها ملی‌گرایان حاکمیت دینی بودند که موعظه می‌کردند که تنها خدا حاکم سرزمین اسرائیل است و تأکید داشتند که هیچ مالیاتی نباید به امپراتوری روم پرداخت شود.
ژوزفوس مرگ یهودا را ذکر نمی‌کند، اگرچه او گزارش می‌دهد که پسران یهودا، یعقوب و سیمون توسط نایب روم تیبریوس جولیوس الکساندر در حدود سال ۴۶ پس از میلاد اعدام شدند. او همچنین گزارش می‌دهد که مناهم بن یهودا، یکی از رهبران اولیه شورش یهودیان در سال ۶۶ پس از میلاد، «پسر یهودا» بود، اما برخی از محققان به این شک کن با این حال، مناحم ممکن است نوهٔ یهودا بوده باشد. پسر عموی مناحم، الازار بن یایر، سپس به قلعه ماسادا گریخت جایی که او رهبر آخرین مدافعان محکوم علیه امپراتوری روم شد.
از یهودا در اعمال رسولان یاد شده‌است، که در آن سخنرانی جمالئیل، یکی از اعضای سنهدرین، تئوداس و یهودا را نمونه‌هایی از جنبش‌های مسیحی شکست خورده معرفی می‌کند، و پیشنهاد می‌کند که جنبش در حال ظهور در نام عیسی ناصری نیز به همین ترتیب ممکن است ناموفق باشد.